# 苯丙氨酸氨裂合酶
苯丙氨酸氨裂合酶（英語：phenylalanine ammonia-lyase，或称为苯丙氨酸解氨酶，简称为PAL，EC 4.3.1.24）化学式为C3417H5484O1053N974S28，是一种催化如下化学反应的酶：
L-苯丙氨酸 {\displaystyle \rightleftharpoons } 反式-肉桂酸 + NH3
因此，这种反应有一种底物L-苯丙氨酸，以及两种产物反式-肉桂酸和氨。
这种酶属於裂合酶，而且是解氨酶，专门分解C-N键。此酶的系统命名为“L-phenylalanine ammonia-lyase (trans-cinnamate-forming)”。其他的英文俗名包括tyrase, phenylalanine deaminase、tyrosine ammonia-lyase、L-tyrosine ammonia-lyase、phenylalanine ammonium-lyase以及L-phenylalanine ammonia-lyase。这种酶会参与5个代谢途径：酪氨酸代谢、苯丙氨酸代谢、氮代谢、苯丙素苷生物合成以及生物碱生物合成ii。

## 结构研究
截至2007年底，这种酶的5种三級結構已经被分析出来，可通过以下几个蛋白質資料庫访问码查看：1T6J、1T6P、1W27、1Y2M、2NYF。